# لواغا كيزيتو
لواغا كيزيتو (بالإنجليزية: Luwagga Kizito)‏ (20 ديسمبر 1993 أوغندا - ) هو لاعب كرة قدم أوغندي، شارك في كأس الأمم الأفريقية 2017.

## روابط خارجية
- لواغا كيزيتو على موقع قاعدة بيانات كرة القدم.إي يو (الإنجليزية)
- لواغا كيزيتو على موقع ناشيونال فوتبول تيمز (الإنجليزية)
- لواغا كيزيتو على موقع Soccerway.com (الإنجليزية)
- لواغا كيزيتو على موقع AS.com (الإسبانية)